# Poggio-di-Nazza
Poggio-di-Nazza is een gemeente in het Franse departement Haute-Corse (regio Corsica) en telt 185 inwoners (1999).

## Geografie
De oppervlakte bedraagt 32,79 km², de bevolkingsdichtheid is 5 inwoners per km².

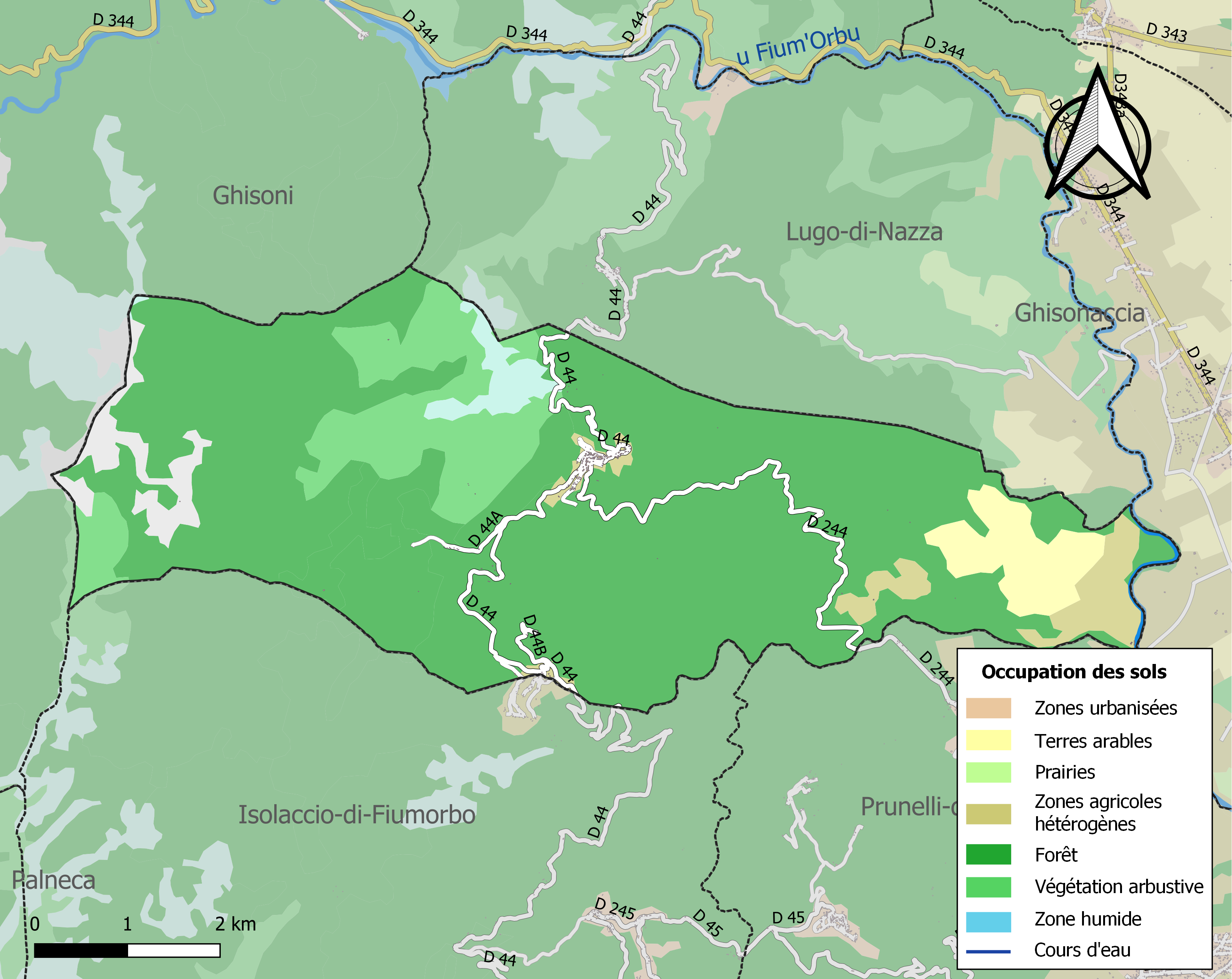
Kaart van de gemeente met de belangrijkste infrastructuur, bodemgebruik en omliggende gemeenten

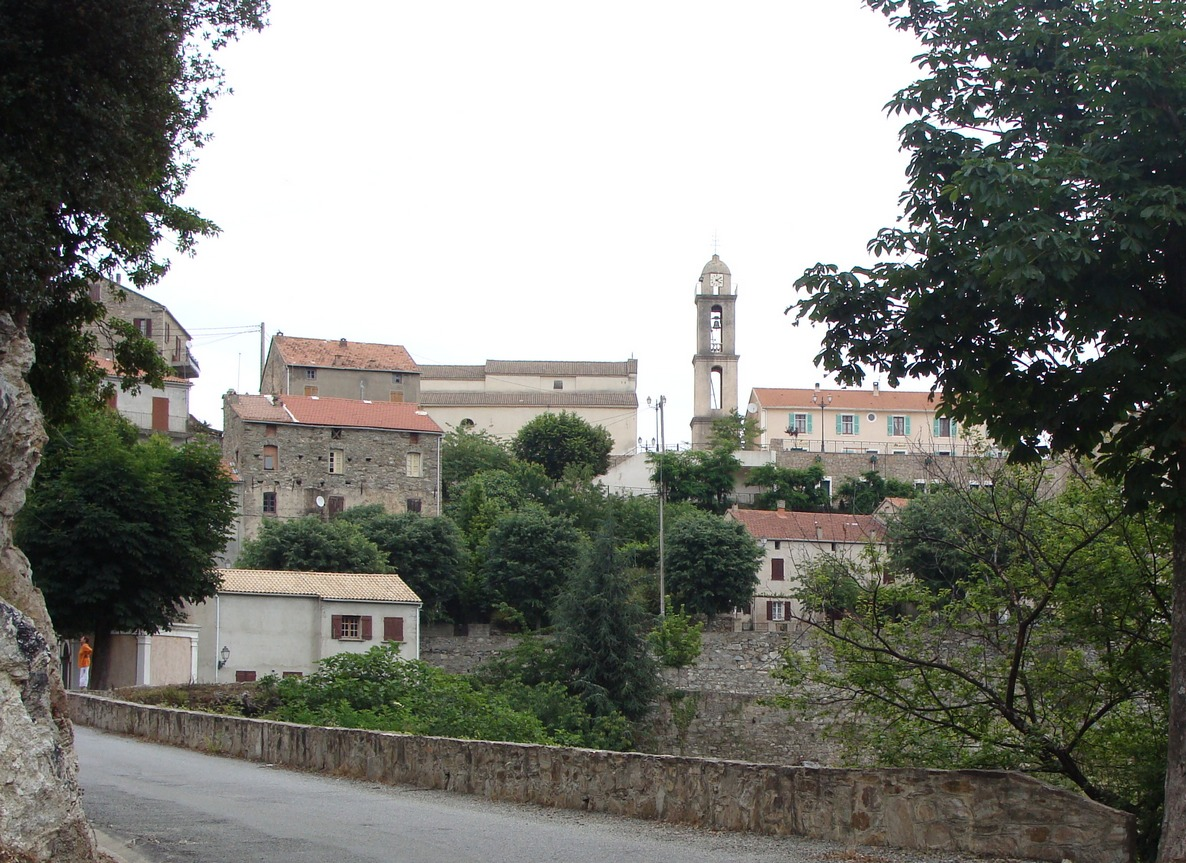
Poggio-di-Nazza

## Demografie
Onderstaande figuur toont het verloop van het inwonertal (bron: INSEE-tellingen).

Vanwege een beveiligingsprobleem met de MediaWiki Graph-software is het momenteel niet mogelijk deze grafiek weer te geven. Zodra de software is bijgewerkt zal de grafiek vanzelf weer zichtbaar worden.